# Sportvereinigung Ried von 1912 2017-2018
Questa voce raccoglie le informazioni riguardanti il Sportvereinigung Ried von 1912 nelle competizioni ufficiali della stagione 2017-2018.

## Rosa
Aggiornata al 21 marzo 2018.
| N. |                                 | Ruolo | Calciatore        |
| -- | ------------------------------- | ----- | ----------------- |
| 1  | Germania (bandiera)             | P     | Thomas Gebauer    |
| 2  | Austria (bandiera)              | D     | Severin Hingsamer |
| 3  | Mozambico (bandiera)            | D     | Ronny Marcos      |
| 4  | Austria (bandiera)              | C     | Marcel Ziegl      |
| 5  | Austria (bandiera)              | D     | Peter Haring      |
| 6  | Svizzera (bandiera)             | D     | Constantin Reiner |
| 8  | Austria (bandiera)              | C     | Arne Ammerer      |
| 9  | Austria (bandiera)              | A     | Seifedin Chabbi   |
| 10 | Germania (bandiera)             | C     | Julian Wießmeier  |
| 11 | Austria (bandiera)              | A     | Thomas Mayer      |
| 13 | Austria (bandiera)              | D     | Manuel Kerhe      |
| 14 | Ghana (bandiera)                | D     | Kennedy Boateng   |
| 16 | Bosnia ed Erzegovina (bandiera) | D     | Mijo Miletić      |

| N. |                       | Ruolo | Calciatore            |
| -- | --------------------- | ----- | --------------------- |
| 17 | Austria (bandiera)    | A     | Philipp Prosenik      |
| 18 | Austria (bandiera)    | D     | Christian Schilling   |
| 19 | Austria (bandiera)    | A     | Thomas Fröschl        |
| 20 | Serbia (bandiera)     | C     | Stefano Surdanovic    |
| 22 | Austria (bandiera)    | C     | Lukas Grgic           |
| 23 | Austria (bandiera)    | C     | Pius Grabher          |
| 28 | Austria (bandiera)    | D     | Thomas Reifeltshammer |
| 29 | Turchia (bandiera)    | C     | İlkay Durmuş          |
| 31 | Austria (bandiera)    | D     | Balakiyem Takougnadi  |
| 32 | Austria (bandiera)    | P     | Tobias Jetzinger      |
| 33 | Austria (bandiera)    | C     | Clemens Walch         |
| 34 | Austria (bandiera)    | P     | Reuf Durakovic        |
|    | Capo Verde (bandiera) | A     | Flavio                |